# Cabo Doob
El cabo Doob (en ruso: Дооб) es un cabo situado en la orilla nororiental del mar Negro, 10 km al sureste de Novorosíisk y 10 km al noroeste de Gelendzhik, junto a Kabardinka.
Cierra por el sureste la bahía de Tsemes. El 31 de agosto de 1986 se hundió junto al cabo el barco de pasajeros Aleksandr Najímov, muriendo 423 personas de las 1243 que viajaban en el barco.